# 에드워드 알버트

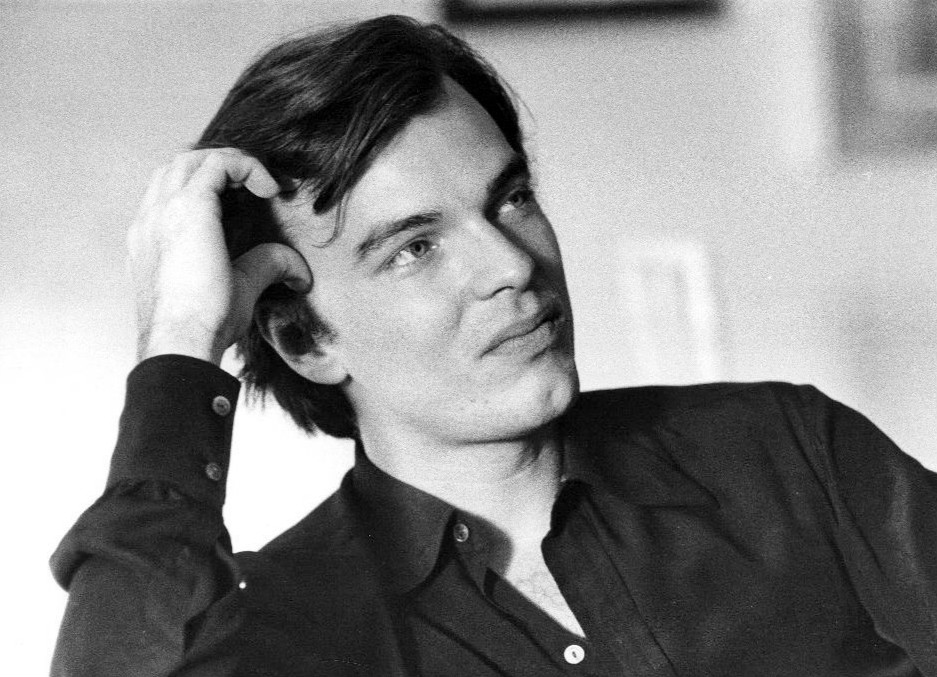

에드워드 알버트(Edward Albert, 1951년 2월 20일 ~ 2006년 9월 22일)는 미국의 배우, 영화배우, 텔레비전 배우, 성우, 음악가, 영화 프로듀서이다.
로스앤젤레스에서 태어났으며 말리부에서 사망하였다. 사인은 폐암이다.

## 영화
- A-리스트 (2006년)
- 워크 앤 더 글로리 (2004년)
- 나이트 클래스 (2001년) - 쉘리 역
- 파워 레인저 타임 포스 - 시리즈 (2001년)
- 파워 레인저 타임 포스 - 포토 피니시 (2001년)
- 미믹 2 (2001년) - 다크슈트 역
- 스페이스 마린 (1996년)
- 키드 특공대 (1996년)
- 저주받은 정사 (1995년) - 하워드 역
- 하드 드라이브 (1994년)
- 여자가 사랑을 훔칠 때 (1994년)
- 레드 선 라이징 (1994년) - 덱클린 역
- 퍼스트레이디 특수 경호대 (1994년)
- 백야의 연인 (1993년) - 제프리 웨스트 역
- 닥터 퀸 (1993년)
- 보디 랭귀지 (1992년)
- 화성에서 온 소녀 (1991년)
- 아웃 오브 사이트, 아웃 오브 마인드 (1990년)
- 자유의 투사 (1990년)
- 와일드 존 (1989년)
- 살인 주먹 (1989년) - 펀치 역
- 미지의 충격 (1988년)
- 특명 24시 (1988년)
- 미망의 여인 (1987년)
- 언더러치브 (1987년)
- 미녀와 야수 (1987년)
- 위험한 컴퓨터 게임 (1986년)
- 호스티지 달라스 (1986년)
- 악령이 깃든 집 (1982년)
- 어 타임 투 다이 (1982년)
- 버터플라이 (1982년)
- 공포의 혹성 (1981년)
- 그레이트 볼카노 (1980년)
- 블랙 뷰티 (1978년)
- 스퀴즈 (1978년)
- 그리스의 대부 (1978년)
- 암살 음모 (1977년)
- 미드웨이 (1976년)
- 40 캐럿 (1973년)
- 나비의 외출 (1972년)